# تپه قلعه قره کند-قلعه کنت
تپه قلعه قره کند-قلعه کنت مربوط به هزاره اول قبل از میلاد است و در حومه بوکان واقع شده و این اثر در تاریخ ۱۶ دی ۱۳۴۵ با شمارهٔ ثبت ۵۷۳ به‌عنوان یکی از آثار ملی ایران به ثبت رسیده است.
این اثر در حال حاضر تبدیل به پادگان شده و بخش عمده آن تخریب گردیده است.